# Associazione Calcio Carbonia 1959-1960
Questa voce raccoglie le informazioni riguardanti l'Associazione Calcio Carbonia nelle competizioni ufficiali della stagione 1959-1960.

## Rosa
| N. |                   | Ruolo | Calciatore       |
| -- | ----------------- | ----- | ---------------- |
|    | Italia (bandiera) | D     | Antonio Baghino  |
|    | Italia (bandiera) | A     | Gesuino Bellu    |
|    | Italia (bandiera) | C     | Romano Bertoni   |
|    | Italia (bandiera) | C     | Antonio Calarco  |
|    | Italia (bandiera) |       | Cani             |
|    | Italia (bandiera) |       | Carraro          |
|    | Italia (bandiera) | P     | Romano Collovati |
|    | Italia (bandiera) | A     | Ivo Corona       |
|    | Italia (bandiera) |       | Curca            |
|    | Italia (bandiera) | A     | Arturo Ferrari   |
|    | Italia (bandiera) |       | Pietro Livesi    |
|    | Italia (bandiera) | C     | Gianfranco Loddo |
|    | Italia (bandiera) | D     | Enzo Macciocco   |
|    | Italia (bandiera) |       | Giorgio Madeddu  |

| N. |                   | Ruolo | Calciatore        |
| -- | ----------------- | ----- | ----------------- |
|    | Italia (bandiera) |       | Gianni Mei        |
|    | Italia (bandiera) |       | Montone           |
|    | Italia (bandiera) | D     | Claudio Nassi     |
|    | Italia (bandiera) | D     | Vinicio Olla      |
|    | Italia (bandiera) | C     | Battista Opisso   |
|    | Italia (bandiera) |       | Angelo Pani       |
|    | Italia (bandiera) | D     | Giovanni Panu     |
|    | Italia (bandiera) | P     | Alfonso Perrone   |
|    | Italia (bandiera) | C     | Mario Pinna       |
|    | Italia (bandiera) | D     | Paolo Pinna       |
|    | Italia (bandiera) |       | Giovanni Pusceddu |
|    | Italia (bandiera) |       | Saba              |
|    | Italia (bandiera) | D     | Carlo Zoboli      |